# William Baldwin
William Baldwin (Newlin Township, Condado de Chester, Pensilvânia, 29 de março de 1779 — Franklin, Missouri, 1 de setembro de 1819) foi um botânico norte-americano.

## Biografia
William Baldwin era originário de uma família de quakers. Orientou-se para a medicina que estudou na Universidade da Pensilvânia em 1802 e 1803, onde tornou-se amigo de William Darlington (1782-1863). Porém, renunciou aos seus estudos para tornar-se assistente do doutor William A. Todd e iniciar seus estudos de botânica com o doutor Moses Marshall (1758-1813).
Após ter servido numa embarcação que navegou pelo Mar da China (1805 - 1806), Baldwin retornou aos seus estudos em 1806 - 1807 obtendo seu título de doutor em medicina.
Instalou-se em Wilmington, Delaware, onde casou em 1808 com Hannah M. Webster. Sofrendo de tuberculose, Baldwin mudou-se para a Geórgia na esperança de melhorar sua saúde sob um clima mais ameno. Serviu como cirurgião da marinha no "WS. Mary" e em Savannah (Geórgia) durante quase cinco anos. Trabalhou no sul do país e correspondeu-se com Stephen Elliott (1771-1830) e William Darlington. De 1817 a 1818 serviu a bordo da fragata "Congress" que rumou para a América do Sul. Após esta viagem, ele a sua família instalaram-se em Willington onde, sob os incentivos de Darlington, iniciou o trabalho de escrever um relatório das suas observações botânicas feitas durante suas viagens. Baldwin também participou de uma expedição como botânico dirigida por Stephen Harriman Long (1784- 1864) para as Montanhas Rochosas, porém sua saúde se deteriorou, sendo obrigado a deixar a expedição.
As suas notas e os seus manuscritos foram utilizados por John Torrey (1796-1873) e Asa Gray (1810-1888). O botânico e micologista Lewis David von Schweinitz (1780-1834) comprou seu herbário que, posteriormente, foi adquirido pela Academia de Ciências Naturais de Filadélfia.